# Отношения между Испания и Русия
Отношенията Русия – Испания включват политическите, дипломатическите, икономическите и други отношения между Руската федерация и Кралство Испания.
Испания и Великото херцогство на Москва за първи път обменят пратеници през 1520 г. Редовни посолства са установени през 1977 г. Русия има посолство в Мадрид, както и генерално консулство в Барселона, а Испания – посолство в Москва. Съветско-испанските отношения са прекратени след гражданската война в Испания и са постепенно възстановени от 1963 до 1977 г. Към 2008 г. търговията между 2-те страни възлиза на 2 милиарда евро. През 2009 г. Русия и Испания подписват енергийно споразумение за предоставяне на достъп на националните енергийни компании до вътрешния пазар на другата страна.

## Дореволюционен период
Официалните контакти между Испания и Великото херцогство на Москва датират от 1519 г., когато кралят на Испания Карл I обявява на великия херцог на Русия Василий III своето възкачване на престола на Свещената Римска империя като Карл V. През 1523 г. Яков Полушкин става първия руски пратеник в Испания, когато връща официалния отговор на съда във Валядолид на херцог Василий. През 1525 г. руските пратеници Иван Ярославски и Симеон Борисов представят пред Карл V своите акредитивни писма. Именно те донесли в Москва новината за Новия свят.
Следващите временни отношения били установени по време на посолството начело с Петър Иванович Потомкин (1667 – 1668) по време на царуването на Алексей Михайлович. Първият посланик на новото руско консулство, открито в Кадис, е Сергей Голицин. Първият испански посланик е херцог Диего Франсиско де Лирия, който наследява титлата херцог на Бервикс. Въпреки това след внезапната смърт на Петър II Испания обявява правата на престолонаследничката Анна Ивановна за незаконни и руско-испанските отношения се замразяват до 1730 г.
През 1799 – 1801 Испания скъсва връзки с Русия, след като руският цар Павел I приема католическата титла велик магистър на рицарите хоспиталиери, а през 1833 – 1856 г. Русия затваря испанските посолства, с което отрича легитимността на Исабела II. Освен тези 2 конфликта взаимоотношенията между двете страни са спокойни, тъй като никога не са били в пряка война помежду си. Дори през 1756 – 1763 г. са съюзници в Седемгодишната война. През Наполеоновите войни са били и противници, и съюзници, но не са влизали в пряк конфликт една срещу друга.

## Съветски период
Съветският съюз установява дипломатически отношения с Втората испанска република на 28 юли 1933 г. Стар болшевик, бивш комисар на образованието, Анатолий Луначарски е назначен за пълномощен представител (посланик) в Испания, но умира във Франция на път към своето работно място. Неговият приемник Марсел Розенберг (1896 – 1938) и генералният консул Владимир Антонов-Овсенко (1883 – 1938) пристигат в Мадрид през 1936 г., когато Испанската гражданска война е вече в ход. Двамата скоро са викнати обратно в Москва и екзекутирани за предполагаем заговор.
СССР активно подкрепят републиканците в хода на Гражданската война с военни съветници, „доброволци“ и оръжие, доставено в замяна на златните резерви на Банката на Испания, по-късно известни като Московското злато. На паметника на съветските доброволци в Мадрид, открит през 1989 г. от кмета Хуан Барако Галярдо и съветския посланик Сергей Романовски, са изброени 182 имена на съветски бойци, загинали по време на войната. С падането на републиканците през 1939 г. Съветският съюз прекъсва всички взаимоотношения с Испания и нейния държавен глава Франсиско Франко. По време на Втората световна война Синята дивизия на испанските доброволци воюва срещу Съветите на Източния фронт, но Франко ги държи далеч от пряко участие във войната.
На 1 октомври 1960 г. пред Общото събрание на Организацията на обединените нации в речта си Никита Хрушчов говори срещу режима на Франко и за по-рано наложената забрана на Франко за провеждане на футболен мач между Испания и СССР в Европейското първенство от 1960 г. Скоро обаче същите лидери започват постепенно възстановяване на контактите. През април 1963 г. Хрушчов и Франко разменят писма относно разоръжаването и съдбата на Юлиан Гримау. Според съветските анализатори на събитията тези контакти са инициирани от испанското правителство.
До 1969 г. отношенията им са поддържани неофициално чрез съветското и испанското посолства във Франция. През 1967 г. испански и съветски представители се съгласяват да отворят своите морски пристанища за кораби с флага на друга държава; през 1969 г. съветската компания за кораби в Черно море открива офис в Мадрид – първото съветско учреждение в Испания след Гражданската война. Там работи екип от професионални дипломати, оглавявани от Сергей Богомолов, който се премества от Париж в Мадрид.
Двете държави подписват споразумение за външна търговия през 1972 г. и установяват трайни търговски връзки през 1973 г. Въпросите, свързани със споразумението, са поети и поддържани от консулствата. Бъдещият министър на външните работи на независима Русия Игор Иванов е служил в Мадрид през 1973 – 1983 г. След смъртта на Франко на 9 февруари 1977 г. Съветският съюз и Испания възстановяват напълно дипломатическите си отношения. Богомолов получава поста на съветски посланик и представя акредитивните си писма на краля на Испания Хуан Карлос I на 5 май 1977 г. Отношенията през този период не са точно приятелски, тъй като са помрачени от взаимното експулсиране на предполагаеми шпиони, работещи под дипломатически имунитет. Нещата стават по-зле, когато Испания е приета в НАТО през 1981 г. – акт, считан от СССР за „нарушение на съветските интереси“.
През 1978 г. Богомолов се премества на по-висока длъжност в Министерство на външните работи. Заменен е от Юрий Дубинин, който управлява съветската политика в Испания през последната фаза на Студената война до 1986 г. Дубинин активно насърчава идеята за държавно посещение на Хуан Карлос в Москва. 5 години след това Андрей Громико одобрява посещението, което става факт през май 1984 г. Александър Игоревич Кузнецов, руски посланик в Испания и Андора (от юни 2005 до 2009 г.), е служил в Мадрид заедно с Дубинин през 1982 – 1986 г.
Посолството на Русия в Мадрид, наследено от Съветския съюз, е построено от 1986 г. до 1991 г. Земята на улица „Веласкес“ е предоставена на Съветския съюз през 1980 г., но височината на сградата е ограничена до 6 метра. Под нея са намерени работещи испански военни кабели, а незаконно нанесли се цигани превръщат посолството в катун. Всички тези пречки забавят построяването с години. Първоначално сградата е била проектирана от художника Иля Глазунов, който по-късно участва и във вътрешния дизайн. Архитектът Анатолий Поликарпов обаче променя облика на сградата.

## Постсъветски период
Испания установява дипломатически отношения с независимата Руска федерация на 9 декември 1991 г. Игор Иванов, който е ветеран от съветското посолство в Мадрид, е назначен за посланик на Русия в Испания и служи в Мадрид до 1994 г. През април 1994 г. президентът Борис Елцин става първият руски държавен глава на държавно посещение в Испания. Хуан Карлос I посещава Русия няколко пъти – през 2002, 2006 и 2008 г.
В началото на 2000 г. делът на Испания в е малко над 1% от руския износ, доминиран от нефт и суровини. Износът от Испания за Русия е значително по-нисък: 488 млн. щатски долара срещу 890 млн. през 2001 г. Според президента Дмитрий Медведев през 2008 г. външната търговия стига до 2 милиарда евро. Въпреки това испанското участие в преките чуждестранни инвестиции в руската икономика остава незначително. Най-голямата инвестиция през 2003 г. от 319 милиона щатски долара е направена от „Сегура Консултинг“.
През декември 2000 г. отношенията между двете страни се обтягат поради факта, че Испания отказва да екстрадира руския банкер и медиен магнат Владимир Гусински. Той е арестуван и, освободен от Испания, емигрира в Израел през април 2001 г.
По време на най-новото държавно посещение на руския президент Дмитрий Медведев в Испания през март 2009 г. 2-те страни подписват енергийно споразумение, което дава на испанските фирми голям достъп до руските изкопаеми горива (в замяна на намаляване на испанските разпоредби по отношение на закупуване на испански енергийни компании от руски фирми). Испанският премиер Сапатеро казва: „Меморандумът означава по-голяма сигурност в енергийните доставки в Испания и това гарантира по-добър достъп за нашите компании на руските резерви на енергия“. Меморандумът е последван от споразумение между „Газпром“ и „Газ Натурал“, което дава достъп на испанската страна до експортните газопроводи на „Газпром“ и потенциално до газовото находище Щокман в замяна на дял в испанските електрически компании.
|  | Тази страница частично или изцяло представлява превод на страницата Russia–Spain relations в Уикипедия на английски. Оригиналният текст, както и този превод, са защитени от Лиценза „Криейтив Комънс – Признание – Споделяне на споделеното“, а за съдържание, създадено преди юни 2009 година – от Лиценза за свободна документация на ГНУ. Прегледайте историята на редакциите на оригиналната страница, както и на преводната страница, за да видите списъка на съавторите. ВАЖНО: Този шаблон се отнася единствено до авторските права върху съдържанието на статията. Добавянето му не отменя изискването да се посочват конкретни източници на твърденията, които да бъдат благонадеждни. |